# Opole Główne
Opole Główne – największa stacja kolejowa w województwie opolskim, zlokalizowana w centrum Opola. Według klasyfikacji PKP oznaczona jest kategorią Premium.

## Ruch pasażerski
| Rok  | Wymiana roczna | Wymiana pasażerska na dobę | miejsce w Polsce |
| ---- | -------------- | -------------------------- | ---------------- |
| 2017 | 3 830 000      | 10 500                     | 17               |
| 2018 | 4 020 000      | 11 000                     | 16               |
| 2019 | 4 270 000      | 11 000                     | 20               |
| 2020 | 2 270 000      | 6 200                      | 22               |
| 2021 | 2 850 000      | 7 800                      | 21               |
| 2022 |                | 11 700                     |                  |

## Historia
Powstanie budynku dworca datuje się na 1899 rok. Hol główny utrzymany jest w architekturze łączącej elementy neogotyku, neorenesansu, secesji i neoklasycyzmu z dekorowaną elewacją. Wyróżniającymi cechami opolskiego dworca są zarówno układ peronów (które nie leżą w linii prostej, lecz przebiegają po łuku).
Od grudnia 2012 do grudnia 2014 trwał remont kompleksu dworcowego. Modernizacji została poddana elewacja zewnętrzna, jak również wnętrze. Budynek został także dostosowany do potrzeb osób niepełnosprawnych – pojawiły się windy, oznaczenia dla niewidomych i obniżono okienka kasowe. Najważniejszym zadaniem przeprowadzonej inwestycji była poprawa komfortu podróżujących oraz poprawa estetyki i bezpieczeństwa na dworcu, gdzie w tym wypadku pojawił się system monitoringu. Swoje oblicze zmienił plac przed dworcem; we wschodniej jego części wybudowano parking, który mieści około sześćdziesięciu samochodów. Przed wejściem głównym do budynku dworca powstał także deptak. Inwestycja na dworcu Opole Główne była finansowana ze środków własnych PKP S.A. i budżetowych. Jej wartość to 15 milionów złotych netto. Oficjalne otwarcie odnowionego dworca miało miejsce 4 grudnia 2014.
14 grudnia 2014 na stacji Opole Główne zaczęły się zatrzymywać pociągi kategorii Express InterCity Premium obsługiwane składami ED250 Pendolino.
12 października 2022 patronem dworca został Związek Polaków w Niemczech.

## Ruch pociągów
Na stacji Opole Główne zatrzymują się pociągi Express InterCity Premium, Express InterCity, InterCity i Twoje Linie Kolejowe spółki PKP Intercity oraz pociągi Regio spółki Polregio.

## Galeria

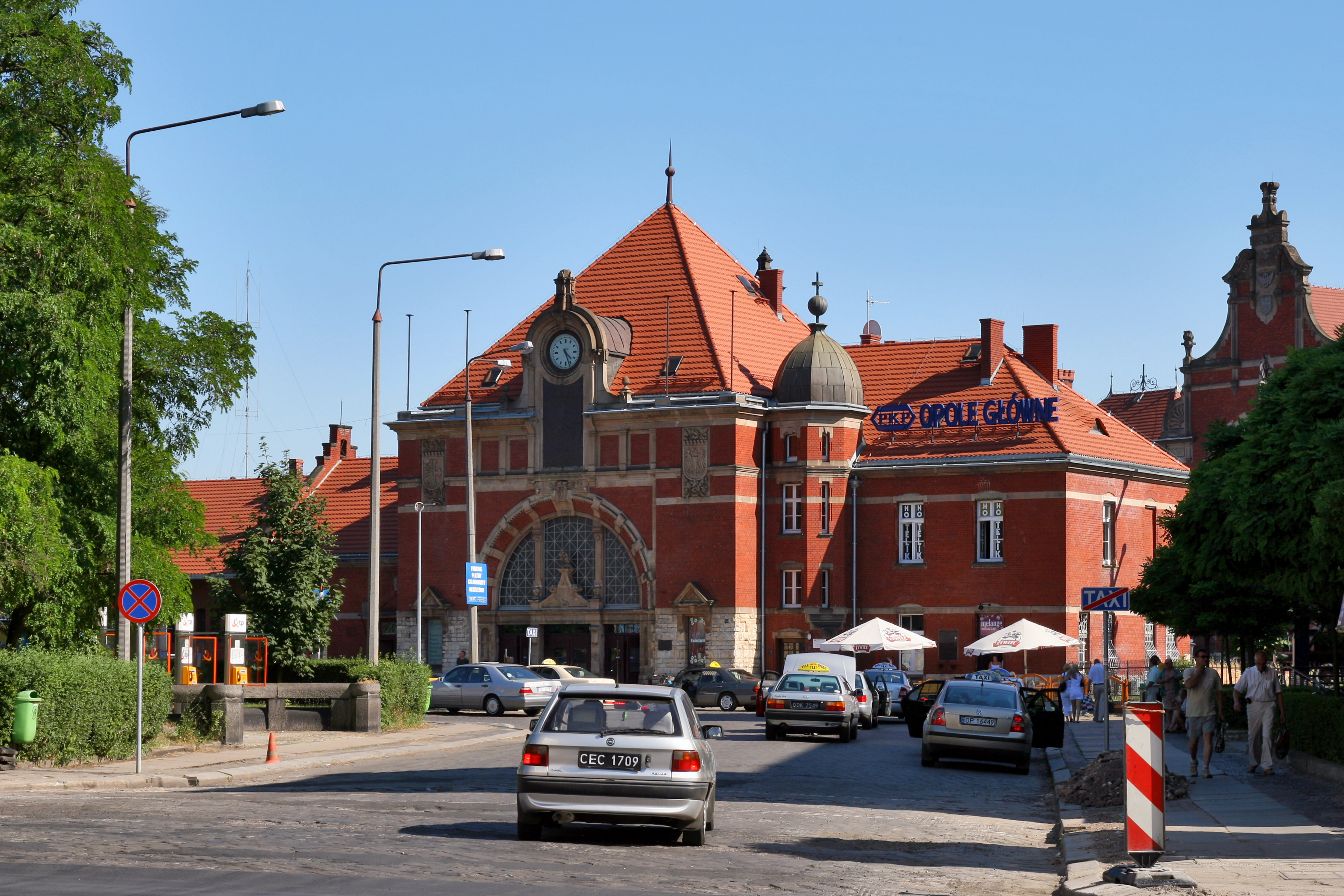
Dworzec kolejowy
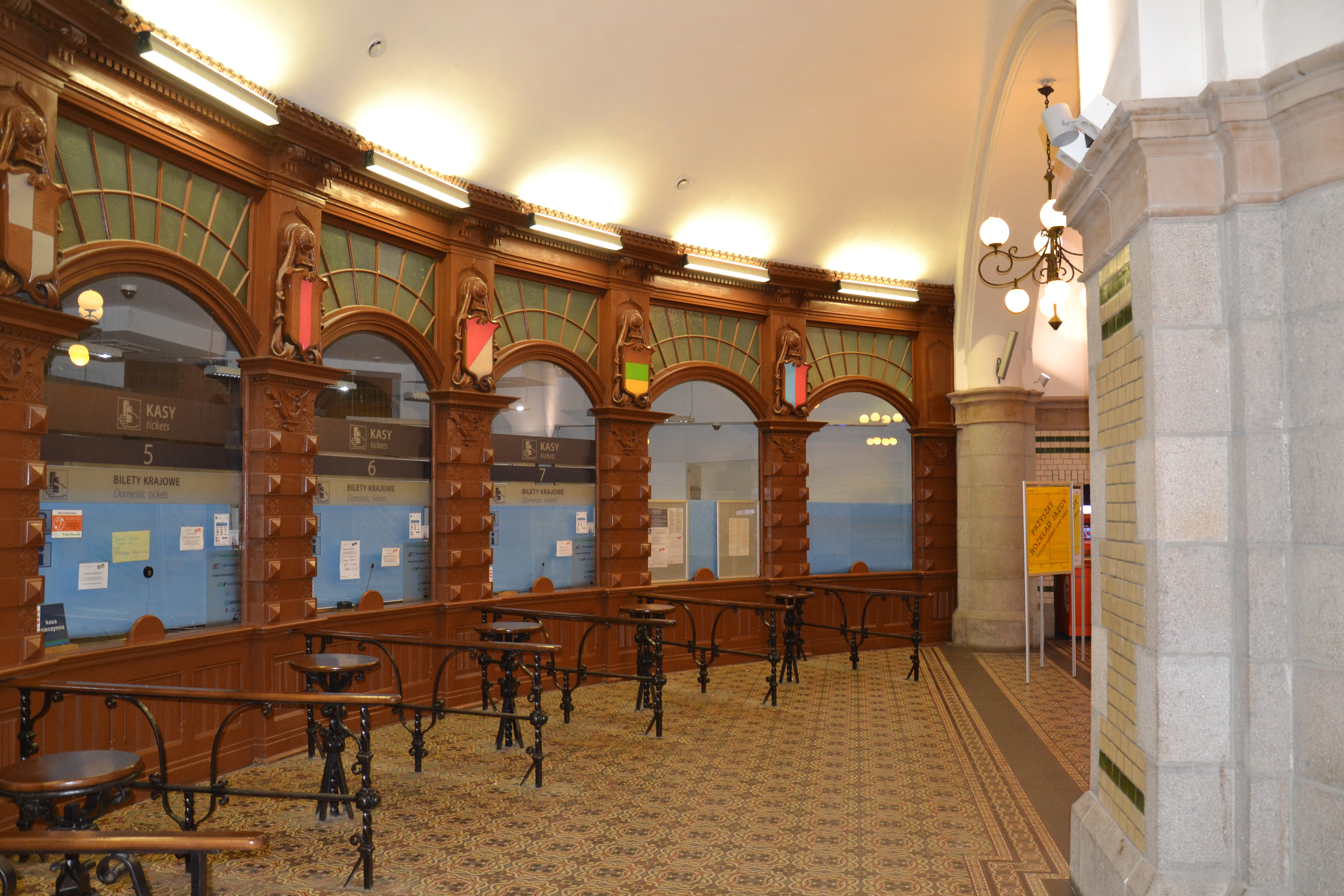
Kasy z herbami
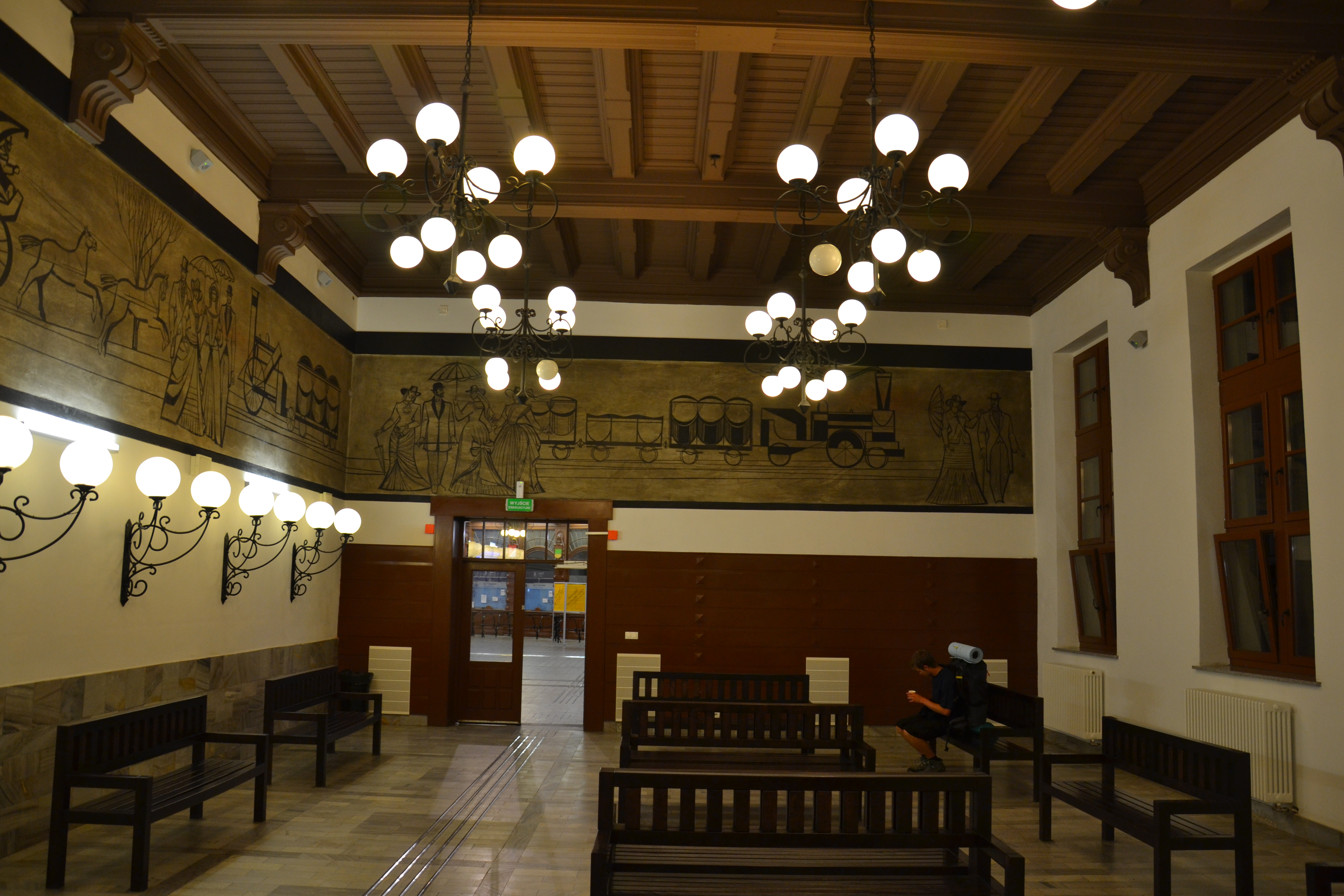
Poczekalnia
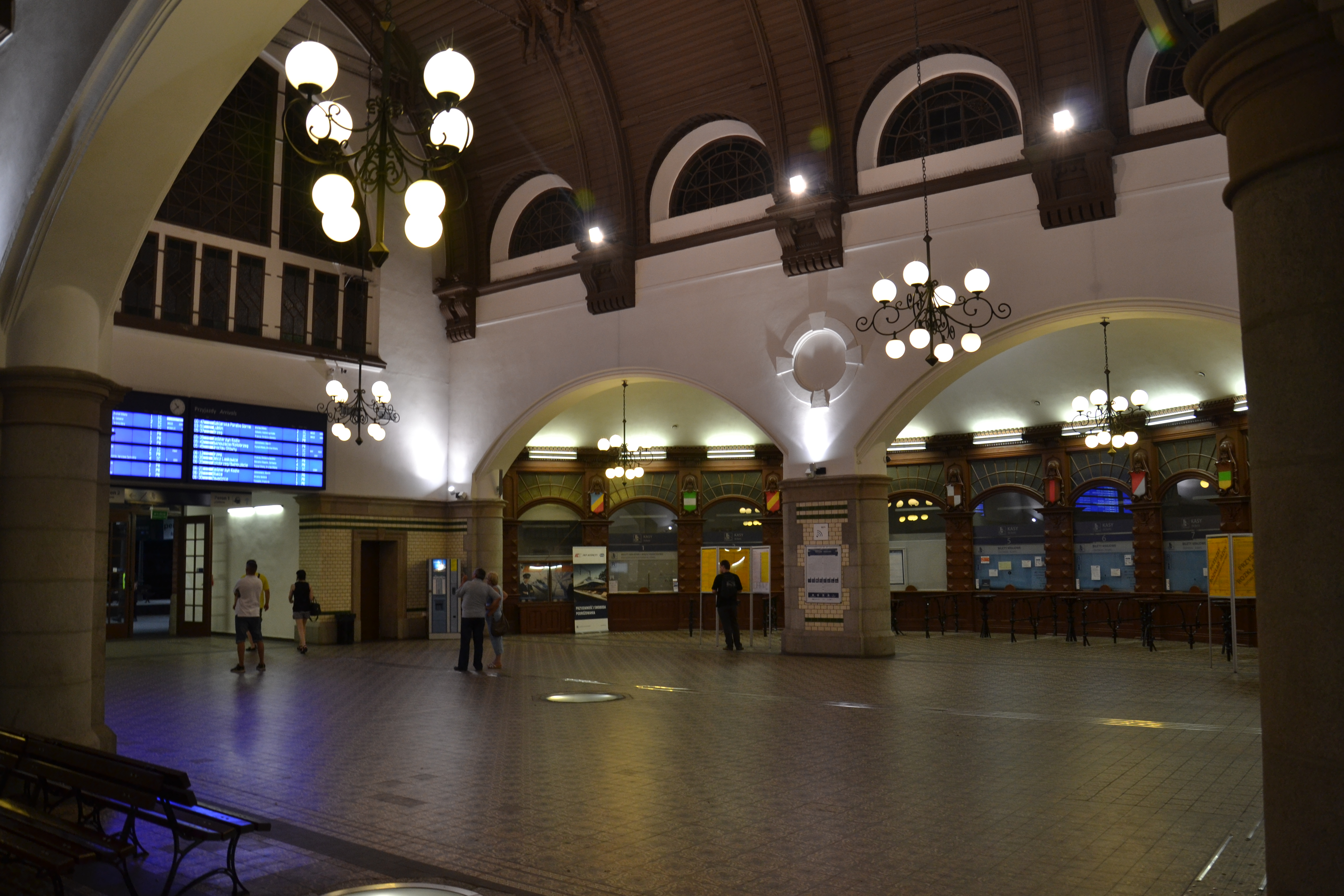
Hala główna
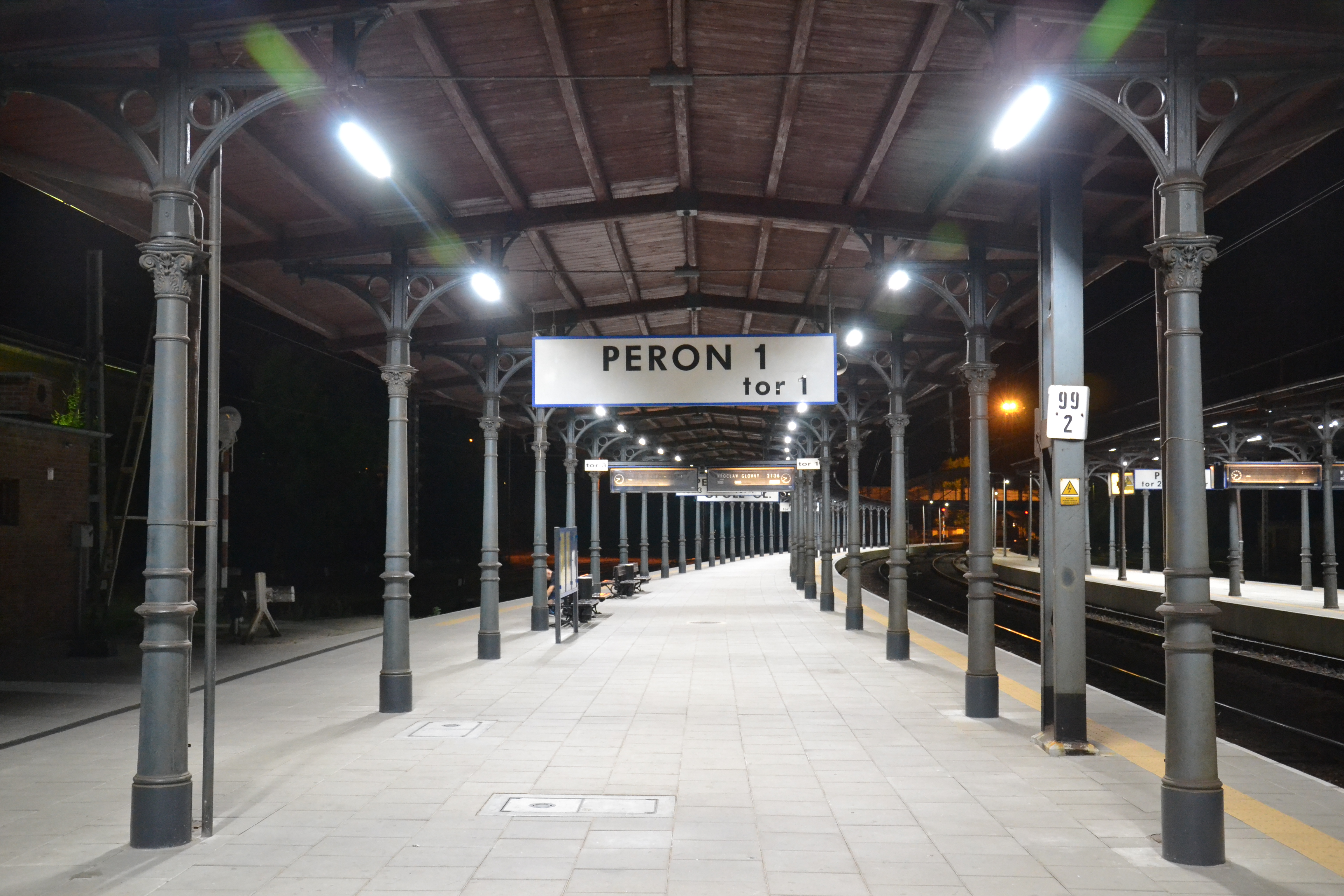
Peron 1
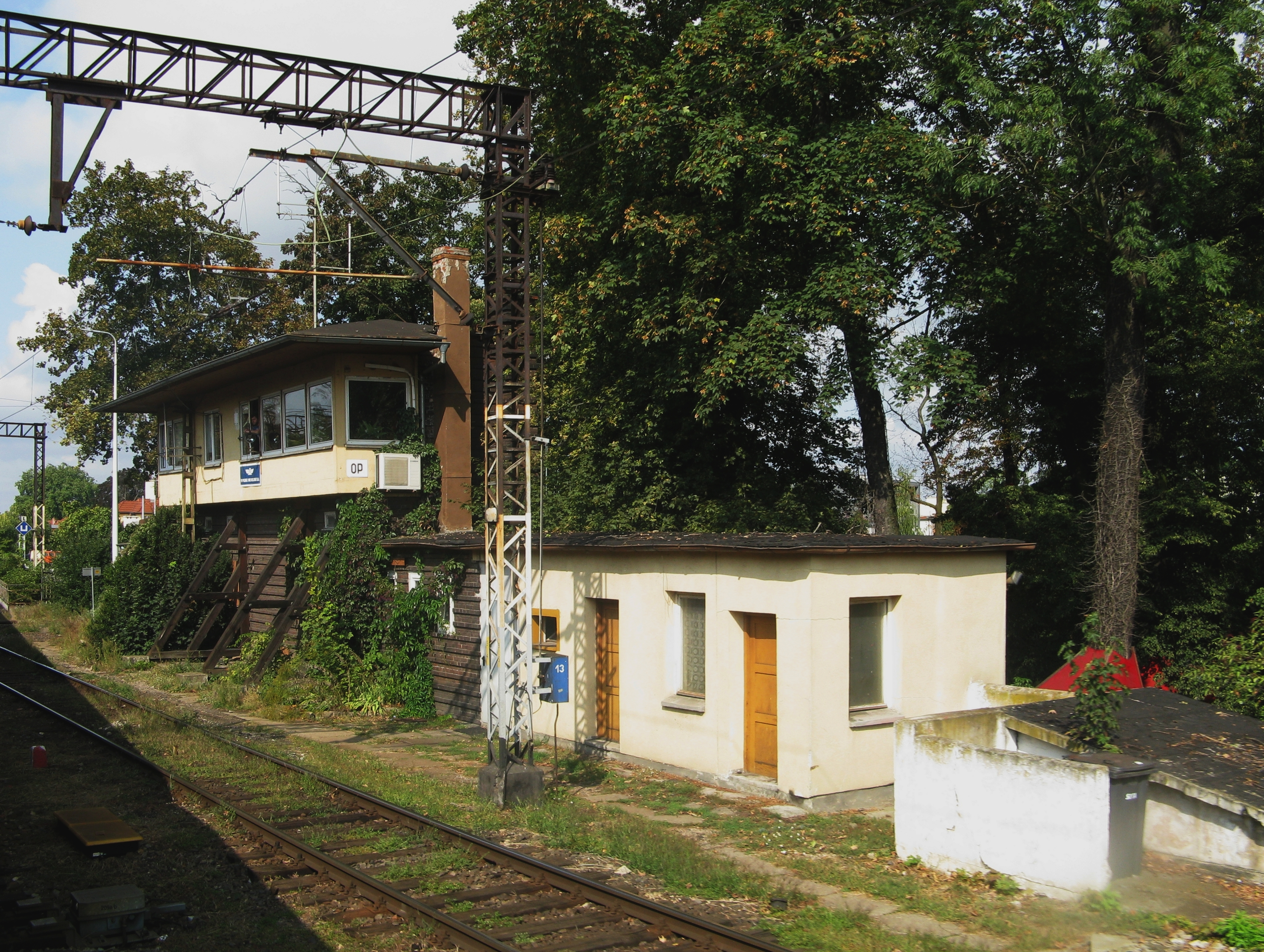
Nastawnia dysponująca Op
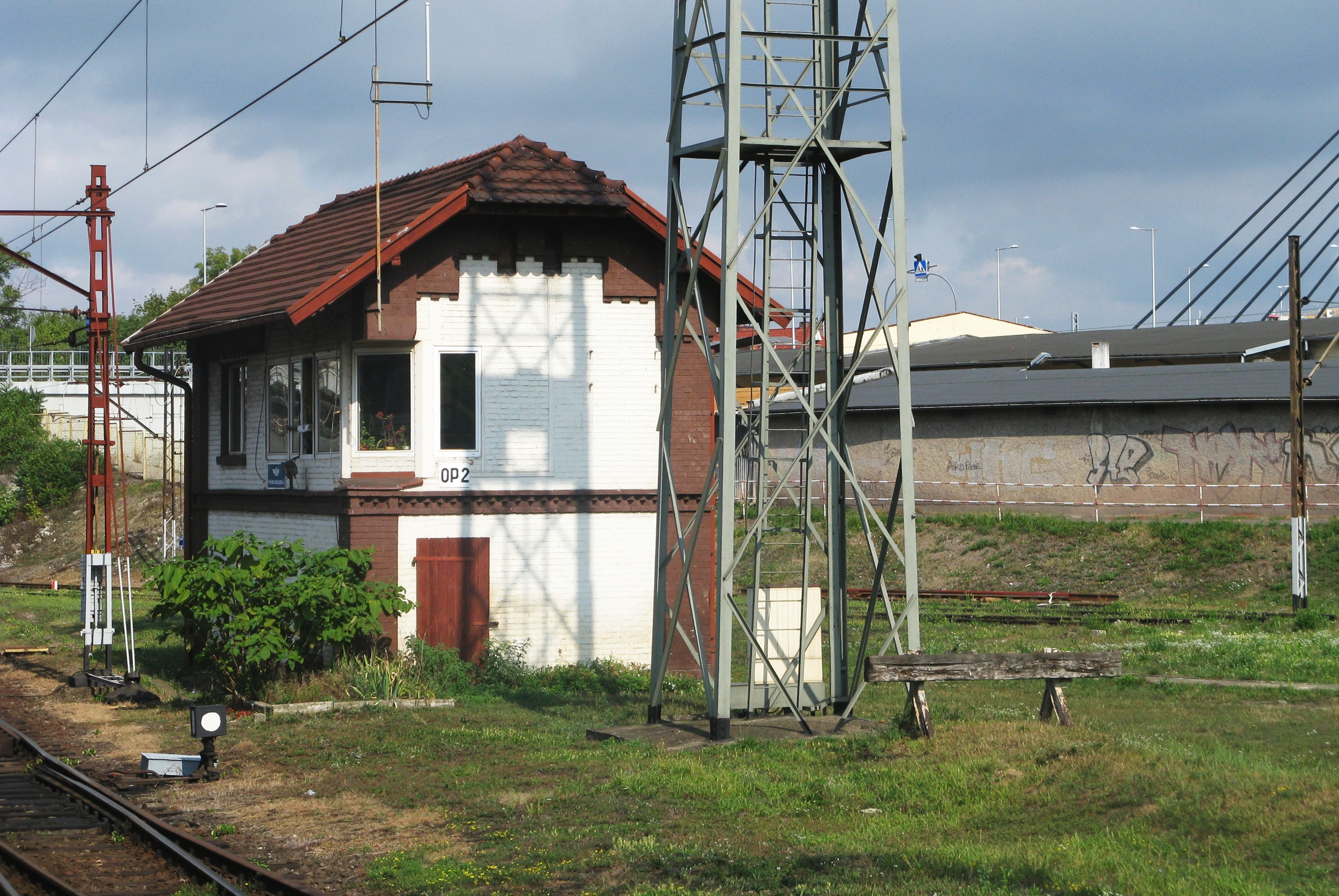
Nastawnia wykonawcza Op2